# Eco di sirene (singolo)
Eco di sirene è un singolo della cantautrice italiana Carmen Consoli, pubblicato nel 1998 come terzo estratto dal terzo album in studio Mediamente isterica.
La canzone ha dato il nome all'omonima tournée Eco di sirene Tour e all'omonimo album dal vivo Eco di sirene, pubblicato il 13 aprile 2018, nel quale compare.
Il brano ha una tematica sociale. È stato infatti ispirato dagli eventi bellici in Afghanistan.